# Triorla nervosus
Triorla nervosus là một loài ruồi trong họ Asilidae. Triorla nervosus được Macquart miêu tả năm 1838.